# Tronchetto
Tronchetto, nur noch selten Isola Nuova, ist eine künstliche Insel in der Lagune von Venedig, die im Westen der Stadt liegt und dem Sestiere Santa Croce zugehörig ist. Sie wird durch den 60 bis 180 Meter breiten Canale del Tronchetto vom Piazzale Tronchetto getrennt. Durch Trockenlegungen und Aufschüttungen hat die Insel eine Länge von 690 m und eine maximale Breite von 220 m erreicht. Die Fläche beträgt rund 18 Hektar, genauer 184.281 m².
Durch die starke Zunahme des Individualverkehrs und die begrenzte Möglichkeit, die Autoflut in den beiden Parkhäusern auf dem Piazzale Roma unterzubringen, sah man sich gezwungen, eine Ausweichmöglichkeit zu schaffen. Diese fand man schon vor Jahrzehnten, als Tronchetto lediglich ein großer Parkplatz war. In den letzten Jahren des 20. Jahrhunderts schuf man durch den Bau großer Parkdecks weitere Abstellflächen für all jene, denen die Unterbringung ihrer Fahrzeuge in den Parkhäusern von Mestre (gegenüber dem Bahnhof) und die Fahrt nach Venedig mit der Bahn zu mühselig war.
Die Insel erreicht man vom Festland kommend über die Ponte della Libertà und nach dem Bereich der Stazione Marittima, indem man zwischen Hafenamt (Capitaneria di Porto) und Fischmarkt (Mercato ittico) Richtung Westen fährt. Tronchetto ist mit der Stadt durch mehrere Vaporettolinien sowie mit Taxibooten verbunden. Auch legt dort die Autofähre zum Lido ab. Zum Piazzale Roma mit einer Zwischenstation am Fährhafen wurde von der Firma Doppelmayr eine 822 m lange Standseilbahn – der People Mover – in durchschnittlich sieben Metern Höhe errichtet. Die Fahrzeit verkürzt sich dadurch auf drei Minuten.